# Arthur Hussey
Pour les articles homonymes, voir Hussey.
Arthur Duncan "Art" Hussey  (Toledo, Ohio, 5 mars 1882 - 11 mai 1915) est un golfeur américain. En 1904, il remporta une médaille de bronze en golf aux Jeux olympiques de St. Louis, dans la catégorie par équipe. 